# Yishai Fleisher

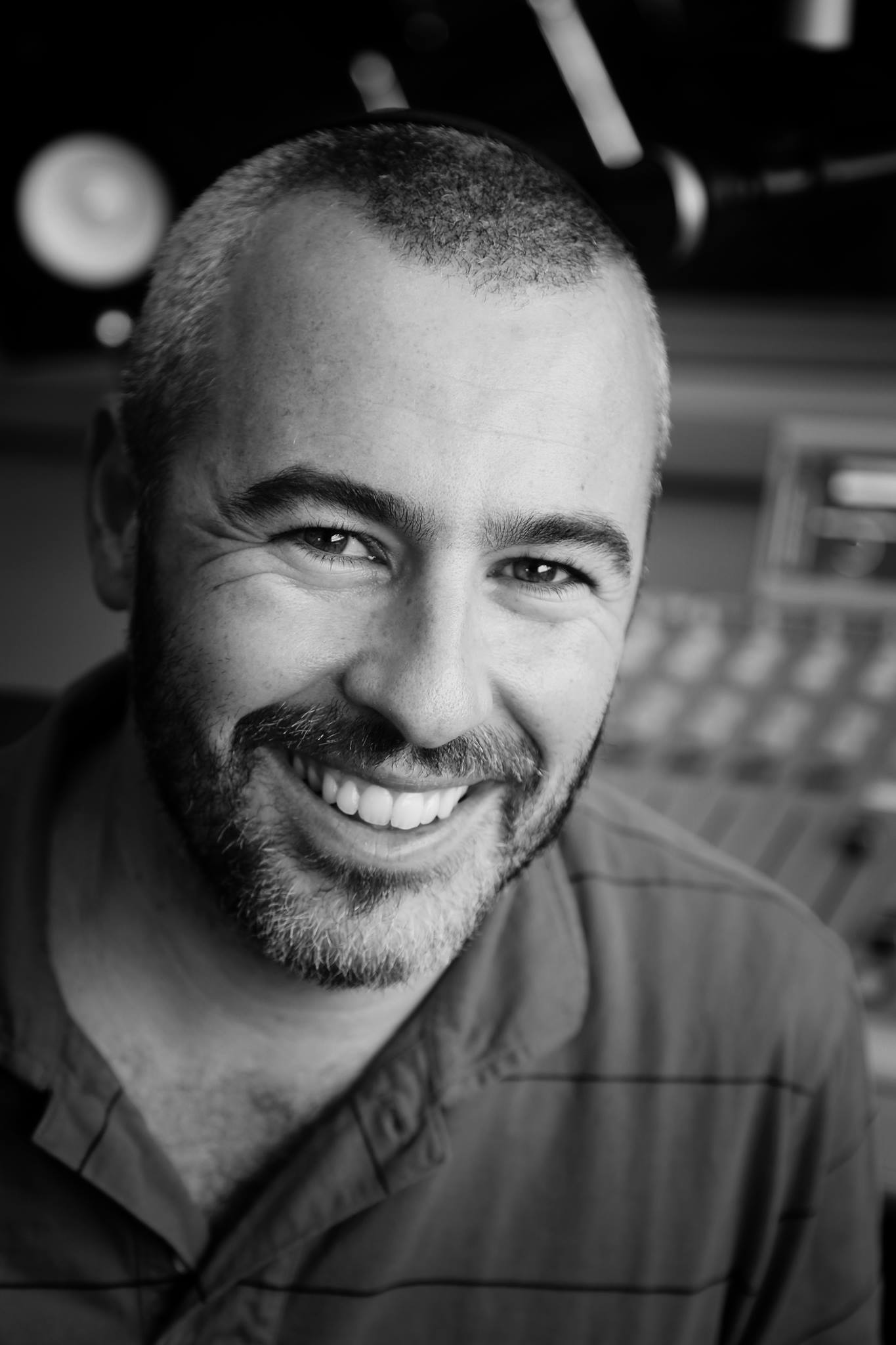
Yishai Fleisher (2014)

Yishai Fleisher ist ein israelischer Publizist, Autor und gegenwärtig (2013) der einzige englischsprachige Radio-Direktor (106.5FM Galey Yisrael) seines Landes. Von 2003 bis 2010 war er Programmdirektor des  Israel National Radio (Arutz Sheva). Yishai ist außerdem Produzent und Protagonist der Fernsehserie „Eye On Zion with Yishai Fleisher“, die in den USA gesendet wird (ShalomTV). 